# 헌터 칼리지
헌터 칼리지(영어: Hunter College)는 미국 뉴욕 시 맨해튼에 위치한 공립 대학이다. 뉴욕시립대학교 시스템을 이루는 대학들 중 하나이다.

## 역사
1870년 아일랜드계 이민자 토마스 헌터(Thomas Hunter)가 설립하였으며 설립 초창기에는 여학생을 위한 사범 대학이었다.

## 교육
헌터 칼리지는 문리학부(The School of Arts and Sciences), 교육학부(The School of Education), 보건학부(The School of the Health Professions), 사회복지학부(The School of Social Work)의 4개 학부 및 140여개의 전공으로 구성되어 있다.
입학 경쟁은 높은 편이며, 합격률은 25.1%로 낮은 편이다.
2010년 프린스턴 리뷰와 U.S.A. Today가 학업 성취도, 학비, 학자금 지원 등을 바탕으로 발표한 "최고가치 대학" 순위에 따르면, 헌터 칼리지는 공립 대학 중 미 전역에서 2위를 차지했다.

## 순위
미국의 payscale.com이 발표한 순위에 따르면 헌터 칼리지 컴퓨터 과학(Computer Science) 졸업생들은 2019년에는 미국 전역에서 19번째로 높은 연봉을, 2021년에는 두 단계 오른 17번째로 높은 연봉을 받는것으로 집계되었다.

## 동문

### 노벨상 수상자
- 거트루드 B. 엘리언 - 1988, 노벨 생리의학상
- 로절린 서스먼 얠로 - 1977, 노벨 생리의학상

### 퓰리쳐상 수상자
- 홀랜드 카터 - art critic[5]
- 에밀리 게나워 - art critic[6]
- 에이다 루이즈 헉스터블 - architecture critic
- 류흥성 - photographer[7]
- James Wright - poet

### 미국 국가 과학 훈장 수상자
- 밀드레드 콘 - 1982, Biological Sciences
- 밀드레드 드레슬하우스 - Engineering Sciences
- 거트루드 B. 엘리언